# Deadlock (groupe)
Pour les articles homonymes, voir Deadlock.
Deadlock est un groupe de death metal mélodique allemand, originaire de Schwarzenfeld, en Bavière. Le groupe publie un premier album intitulé The Arrival en 2002.

## Biographie

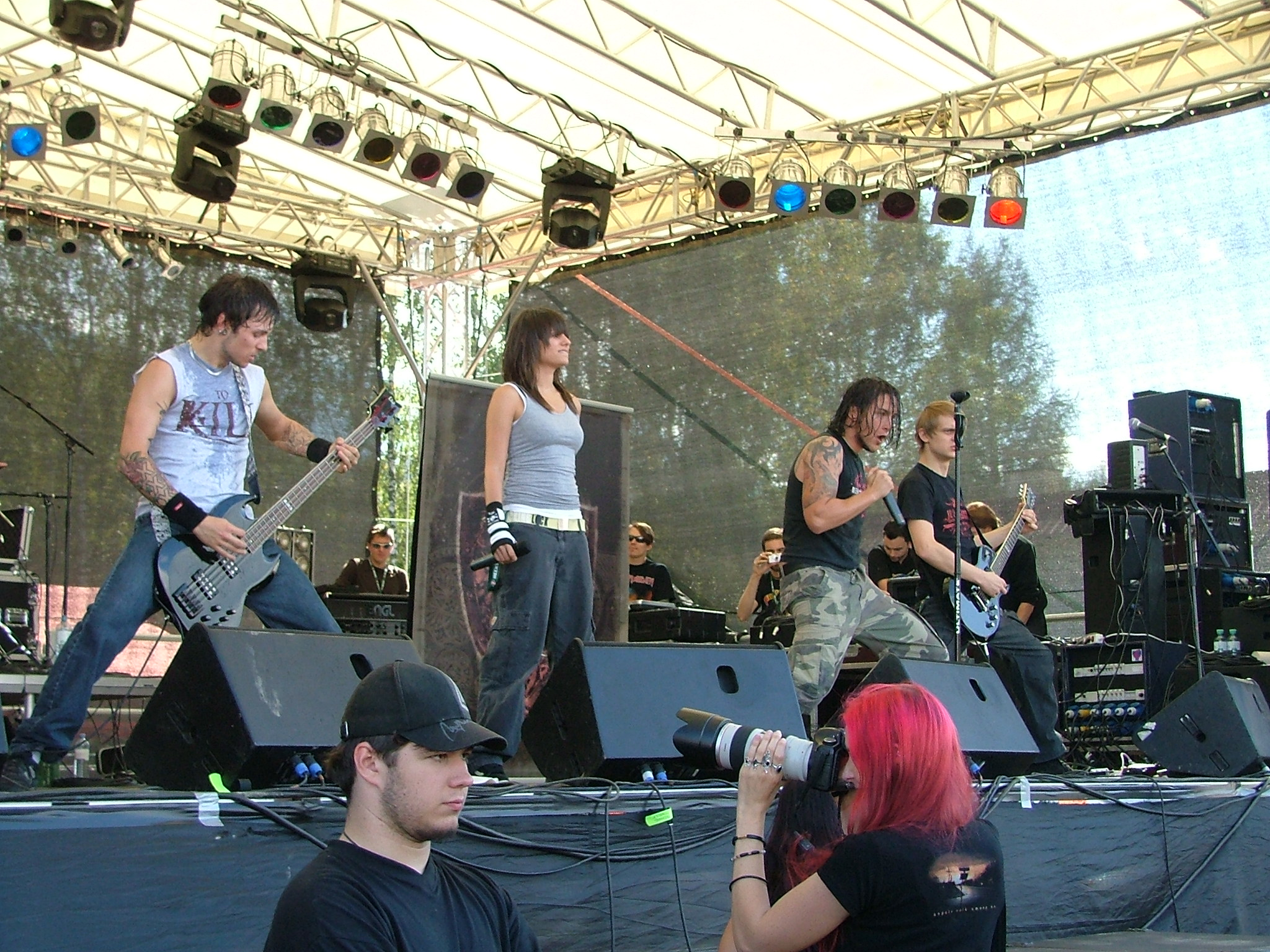
Deadlock en concert en 2007.

Tobias Graf, Sebastian Reichl et Johannes Prem forment en 1997, Deadlock dans un style death metal pur. Après un premier disque éponyme, il se fait remarquer par la presse musicale pour son EP I'll Wake You When Spring Awakes sur Winter Recordings. Le premier album qui le suit, The Arrival, voit l'arrivée des synthétiseurs. De même, la chanteuse Sabine Scherer apparaît avec son chant clair. À côté d'un split avec Six Reasons to Kill, le groupe signe un contrat de plusieurs albums avec le label Lifeforce Records comme son second Earth.Revolt. Quelques semaines plus tard, Sabine Scherer devient un membre permanent. 
En 2007, la publication de Wolves est l'occasion d'une tournée européenne avec Neaera et d'apparitions à des festivals comme le Summer Breeze Open Air et Metalcamp. Le 28 décembre 2007, le groupe célèbre ses dix ans d'existence avec un concert au cinéma Gloria à Ratisbonne. En 2008, après la parution de Manifesto, le groupe prolonge son engagement avec Lifeforce Records. Après le départ du bassiste Thomas Huschka, Bartosz Wojciechowski de Fear My Thoughts est invité à le remplacer pour la tournée avec The Haunted et All That Remains. En avril 2009, le groupe recrute comme bassiste John Gahlert (de Fall of Serenity). Le groupe joue à With Full Force et de nouveau au Summer Breeze Open Air. Avec le succès de l'album en Russie et au Japon, le groupe part faire des concerts dans ces pays. En décembre 2009, Deadlock fait partie de la tournée Darkness over X-Mas avec Dark Tranquillity, Swashbuckle, Caliban, et Heaven Shall Burn.
En février 2010, Deadlock est la première partie de la tournée en Allemagne de Lacuna Coil. Sebastian Reichl et Sabine Scherer apparaissent sur le titre Given in Death sur l'album Invictus de Heaven Shall Burn. Après de nombreux concerts, le groupe finit avec le groupe suédois Sonic Syndicate. Le 25 février 2011, le cinquième album Bizarro World atteint la 61e place des ventes en Allemagne. Pour la première fois, le groupe est la tête d'affiche puis fait la tournée en Allemagne d'Ill Niño. Deadlock revient au Summer Breeze Open Air, à With Full Force et vient pour la première fois au Wacken Open Air. En octobre 2011, Johannes Prem annonce son départ du groupe. Le chant guttural est repris par John Gahlert qui arrête la basse. La nouvelle formation apparaît en tête d'affiche à côté de Lake of Tears en fin d'année.
En avril 2012, Deadlock part pour une seconde tournée européenne en compagnie de The Unguided puis de Nightrage et en première partie de Demon Hunter. Après le départ du guitariste Gert Rymen, pour se consacrer à sa famille, en février 2013, fin juin, le bassiste Ferdinand Rewicki devient le second guitariste. Le 26 juillet, le groupe publie son nouvel album The Arsonist sur Napalm Records. En fin avril 2014, le batteur et membre fondateur Tobias quitte le groupe. Le 2 septembre 2014, Tobias succombe après une longue bataille contre une maladie.

## Style musical
Deadlock mêle le jeu de guitare typique et complexe du metal classique à des éléments rythmiques du death metal mélodique. Il utilise en soutien des claviers, des synthétiseurs et parfois des boîtes à rythme. Le chant est une superposition entre le chant guttural masculin et la voix claire de Sabine Scherer. Dans leurs derniers albums, le groupe s'ouvre à des musiques très différentes du rock comme des séquences techno ou hip-hop ou des remixes trance.

## Membres

### Membres actuels
- Sebastian Reichl - guitare solo, claviers, chœurs (depuis 1997)[1]
- John Gahlert - basse (2009-2011), chant (depuis 2011)[1]
- Ferdinand Rewicki - basse (2011-2013), guitare rythmique, chœurs (depuis 2013)[1]
- Werner Riedl - batterie (depuis 2014)[1]
- Chris - basse (depuis 2015)[1]
- Margi Gerlitz - chant féminin (depuis 2016)[1]

### Anciens membres
- Mike - basse (1997-1999)[1]
- Tobias « Tobi » Graf - batterie (1997-2014 ; décédé en 2014)[1]
- Johannes Prem - chant (1997-2011)[1]
- Hans-Georg Bartmann - basse (1999-2002)[1]
- Thomas Huschka - basse (2002-2008)[1]
- Thomas Gschwendner - guitare (2002-2004)[1]
- Gert Rymen - guitare (2004-2013)[1]
- Sabine Scherer - chant féminin (2004-2016)[1]

## Discographie

### Albums studio
- 2002 : The Arrival (Winter Recordings)
- 2005 : Earth.Revolt (Lifeforce Records)
- 2007 : Wolves (Lifeforce Records)
- 2008 : Manifesto (Lifeforce Records)
- 2011 : Bizarro World (Lifeforce Records)
- 2013 : The Arsonist (Napalm Records)
- 2016 : Hybris (Napalm Records)

### Autres
- 1999 : Deadlock (vinyle 7") (Winter Recordings)
- 2000 : I'll Wake You When Spring Awakes (EP) (Winter Recordings)
- 2003 : Deadlock / Six Reasons to Kill (split) (Winter Recordings)